# Biblioteca Pública Digital da América
A Biblioteca Digital Pública da América, ou Digital Public Library of America (DPLA) em inglês, é um projeto que visa trazer à tona uma biblioteca digital pública em larga escala. Ela foi lançada em 2010 pelo Centro para Internet & Sociedade de Berkman na Universidade de Harvard, com o apoio financeiro da Fundação Alfred P. Sloan e vários outros fundadores. Ela "visa unificar fontes díspares tais como a Biblioteca do Congresso, o Arquivo da Internet, várias coleções acadêmicas e presumivelmente qualquer outra coleção que seria significativa incluir. ... Eles ainda necessitam ... decidir questões como o quão perto do presente seu catálogo virá. Há uma disputa acontecendo sobre os chamados 'trabalhos órfãos' e outras questões de direitos autoriais." John Palfrey, co-diretor do Centro Berkman, afirmou em 2011: "Nós aspiramos estabelecer um sistema onde todos os Americanos possam ter acesso à informação e conhecimento em formato digital de uma maneira que seja 'livre para todos'. Isto não é de maneira alguma um plano para substituir as bibliotecas, mas sim criar um recurso comum para bibliotecas e clientes de todos os tipos.”
Com a ideia de reunir o conhecimento em uma única biblioteca e que seu acesso seja gratuitos para seus usuários, a Universidade de Harvard em parceria com outras instituições do mundo criaram a Biblioteca Pública Digital da América (DPLA).
O projeto abrange arquivos digitalizados de museus, bibliotecas e outras instituições de memória dos Estados Unidos. Seu acervo atualmente chega a aproximadamente dois milhões de itens digitalizados.
O projeto tem parceria e colaboração de diversas instituições como: Digital Commonwealth, Digital Library of Georgia, Kentucky Digital Library, ARTstor, The Harvard Library, National Archives and Records Administration, New York Public Library, Berkman Center for Internet & Society, Europeana, entre outras instituições.
Para a criação da DPLA eles utilizaram como base a biblioteca Europeana, cujo acervo é de cerca de 20 milhões de itens.

## Comissão directiva do projeto de 2012
Em 2012, os membros da Comissão Directiva do projeto incluíam Robert Darnton, Maura Marx e John Palfrey da Universidade de Harvard; Paul Courant da Universidade de Michigan, Carla Hayden da Enoch Pratt Free Library em Baltimore, Charles J. Henry do Conselho de Biblioteca e Recursos de Informação, Luis Herrera da Biblioteca Pública de São Fransisco, Susan Hildreth  do governo dos EUA, Brewster Kahle, Michael A. Keller da Universidade de  Stanford, Carl Malamud, o consultor Deanna Marcum, Jerome McGann, Dwight McInvaill da Biblioteca do Condado de Georgetown na Carolina do Sul, Peggy Rudd da Comissão de Biblioteca e Arquivos do Estado do Texas, Amy Ryan da Biblioteca Pública de Boston, David Spadafora da Biblioteca Newberry em Chicago e Doron Weber da Fundação Sloan. Outra pessoa trabalhando no projeto inclui David Weinberger de Harvard.

## Críticas
Entre as críticas do projeto estão: seu carater vago, falta de coesão interna, sobreposicão potencialmente redundante com outros esforços (tal como o Projeto Gutenberg) e potencial para redirecionar apoio financeiro para longe das bibliotecas públicas atuais. Tem sido sugerido que em contraste à biblioteca pública de tijolo e argamassa, a biblioteca pública digital pode não ser adequada para oferecer treinamento de alfabetização para adultos ou de promoção do desenvolvimento cognitivo das crianças. Alguns bibliotecários públicos também têm expressado preocupação afirmando que a biblioteca pública digital irá desviar e reduzir o financiamento tradicional para as bibliotecas públicas. De acordo com Peggy Rudd, um membro da diretoria, "os Diretores das Agências das Bibliotecas Estaduais aprovaram um resoluçao no dia 11 de maio de 2011 pedindo que a comissão do projeto reconsidere o nome Biblioteca Pública Digital da América, temendo que a inclusão da palavra 'pública' teria como consequência não intencional dar aos governos locais a desculpa de reduzir o investimento nas bibliotecas públicas".

## Projetos
Os participantes estabeleceram uma wiki, a qual destaca "fluxos de trabalho" ("Audiência e Participação", "Conteúdo e Escopo", "Modelos Financeiro/de Negócio", "Governança", "Questões Legais" e "Aspectos Técnicos"). Um projeto futuro proposto para o DPLA é a ideia do Scannebago, uma unidade m[ovel que viajaria os Estados Unidos a fim de digitalizar e fazer a curadoria de materiais históricos locais.  Uma equipe de Harvard está coordenando uma equipe de base ampla que construiu uma plataforma de biblioteca digital, a qual foi lançada em 18 de abril de 2013.

## Novos projetos
- Hubs Projeto Piloto Digital -  Em setembro de 2012, DPLA começou a primeira tentativa de estabelecer uma rede nacional fora do estado com mais de 40 colaborações digitais regionais, inúmeros repositórios de conteúdo e outras iniciativas promissoras atualmente em operação em todo os EUA. Através do Hubs Projeto Piloto Digital, estamos trabalhando com nossos parceiros para reunir conteúdo digitalizado miríades de todo o país em um único ponto de acesso para os usuários finais. A abordagem para o piloto é trabalhar com seis organizações estaduais ou organizações regionais ( Serviço Hubs ) e um número similar de grandes provedores de conteúdo ( conteúdo hubs ) para agregar conteúdo em uma base-piloto; pretendemos expandir o projeto para incluir parceiros adicionais no futuro próximo. O objetivo do Projeto Pólos, é fortalecer e conectar estado  existente e / ou infra-estrutura regional para criar um sistema de Serviço e Hubs conteúdo a partir do qual os dados agregados de bibliotecas, museus, sociedades históricas e arquivos são colhidas. O Projeto Piloto de Hubs Digital é apoiada pelo National Endowment for the Humanities, o Instituto de Museu e Biblioteca Serviços, e da John S. e James L. Knight Foundation. Para ler mais sobre o Hubs Projeto Piloto Digital, visite a página do projeto.
- Investigando usos educacionais - A Digital Public Library of America recebeu uma bolsa da senhora Fundação Giles Whiting para explorar as possibilidades educacionais para a sua crescente coleção. A concessão permitirá DPLA convocar reuniões presenciais para educadores a partir de uma ampla variedade de instituições, incluindo o K-12 escolas, faculdades comunitárias, pequenas faculdades de artes liberais e universidades de pesquisa, está em Boston. O objetivo dessas reuniões será o de definir o que DPLA e outras coleções digitais em grande escala podem fazer para se adaptar melhor os seus recursos para atender às necessidades educacionais no nível secundário e universitário. Para ler mais sobre o projeto Investigando usos educacionais, visite sua página do projeto.[13]

## Exposições
A Biblioteca Digital conta atualmente com 12 Exposições
- 1.Do Colonialismo para o Turismo: Mapas na cultura americana.[14]

Esta exposição explora o impacto cultural e histórico de mapeamento através de quatro momentos específicos da história americana: a migração ao longo do Oregon Trail, a ascensão da indústria madeireira, a Guerra Civil, ea popularização do automóvel e do turismo individual.
- 2.A idade de Ouro do Rádio em os EUA.[15]

Esta exposição explora o desenvolvimento, crescimento e adaptação do rádio, e seu impacto na cultura americana.
- 3.Reivindicações de tutoramento: a corrida do ouro na América do século XIX.[16]

Esta exposição explora o rush americano relacionado a corrida do ouro para territórios ocidentais na segunda metade do século e seu impacto XIX na história e cultura americana.
- 4.O Show tem que continuar! Teatro Americano na Grande Depressão.[17]

Esta exposição explora as mudanças da era da Depressão e seu impacto no teatro americano
- 5.Deixando a Europa: Uma nova vida na América.[18]

Esta exposição conta a história da emigração europeia para os Estados Unidos durante os séculos XIX e XX.
- 6.Boston Esportes Templos.[19]

Esta exposição convida os adeptos modernos através dos portões de locais famosos ou esquecidos: os vários campos de-casa e cortes e faixas e gelo das franquias mais amadas de Boston e anfitriões para um século de eventos públicos, concertos e encontros.
- 7.História da survivence: Upper Midwest do século XIX america Narrativas nativas.[20]

É uma exposição de recursos que podem ser encontrados dentro da Digital Public Library of America recontada através da lente de survivance nativo americano na região de Minnesota
- 8.Grande Depressão americana e do New Deal de Roosevelt.[21]

Esta exposição fala sobre o crash da bolsa de 1929 foi considerado o “pior colapso econômico na história do moderno mundo industrial.”
- 9. Espíritos Indomáveis: Proibição nos Estados Unidos.[22]

Fala sobre como a dificuldade de aplicação, resistência popular e pressões econômicas associadas a Grande Depressão contribuíram para a revogação da Lei Seca.(1920-1933).
- 10.Ativismo em os EUA.[23]

Fala sobre a longa história de ativistas que buscam mudanças sociais, políticas, económicas e outras para a América, juntamente com uma história de outros ativistas que tentam evitar estas alterações.
- 11.Essa terra é sua: Parques e espaços públicos.[24]

Esta exposição mostra como ocorreu a criação do Parque de Yellowstone e como isso se transformou no primeiro passo para a conservação da cultura, história e preservação de parques e áreas protegidas.
- 12.Bread and Roses greve de 1912: dois meses em Lawrance, Massachussetts, que mudou a história do Trabalho[25]

Esta exposição fala sobre o Lawrence Têxtil, que foi um protesto público, principalmente dos trabalhadores imigrantes de vários países, incluindo Áustria, Bélgica, Cuba, Canadá, França, entre outros.

## Board of Directors
Em setembro de 2012, um Conselho de Diretores foi nomeado para guiar a DPLA: Cathy Casserly, CEO da Creative Commons; Paul Courant, Biblitecário da Universidade e Diretor das Bibliotecas, Harold T. Shapiro Professor Colegiado de Política Púbica, Arthur F. Thurnau Professor, Professor de Economia e Professor de Informação da Universidade de Michigan; Laura DeBonis, ex-Diretora de Parceria de Bibliotecas da Google Book Search; Luis Herrera, Bibliotecário da Cidade e Condado de São Francisco; e John Palfrey, Diretor da Escola, Phillips Academy, Andover.
Daniel J. Cohen foi nomeado como Diretor Executivo da fundação em março de 2013.

## DPLA e seus serviços
Robert Darnton (Diretor Executivo) descreve o projeto e alguns pontos positivos em uma Entrevista ao site The Atlântic 
"A ideia por trás da Digital Public Library of America é bastante simples, na verdade é a tentativa, realmente uma tentativa em grande escala, para unir arquivos, bibliotecas e museus da América, que têm uma enorme quantidade de conteúdo, todas as formas de expressão humana, a partir de imagens e fotografias, a obra de arte, ao material publicado e material inédito, como acervos arquivísticos e especiais. Queremos trazer isso tudo junto em um só lugar. Quando as pessoas vêm para o site, antes de tudo, que vai ser capaz de encontrar um monte de conteúdo que existe em arquivos e coleções menores com muito mais facilidade. Eles não terão que ir para centenas ou milhares de sites para encontrar este incrível conteúdo digitalizado, exclusivo do patrimônio da América e, de fato, do mundo, porque temos pessoas de todo o mundo aqui, e conteúdo de arquivo de todo o mundo.
Haverá também formas muito inovadoras para pesquisa e varredura através destas coleções. Pela primeira vez, os usuários serão capazes de realmente pesquisar as coleções de um arquivo usando um mapa. Estamos usando o Open Street Map e as pessoas serão capazes de aumentar o zoom em determinadas localidades e ver o que toda a coleção pode ter sobre isso localidade particular, se é uma grande coleção como o Smithsonian ou o Arquivo Nacional ou de um condado sociedade histórica muito pequena. Além dessas ferramentas de descoberta realmente inovadoras, haverá também dois outros elementos para o DPLA que, eu acho, as pessoas não podem obter de imediato, indo para o site. A segunda coisa principal, além do portal em DPLA, é que teremos uma plataforma que outros possam construir em cima. Todos os dados serão licenciados sob CC0 que é realmente uma declaração de domínio público. Isso significa que nós estamos dando todos os dados de graça para as pessoas a usar da maneira que quiser. E teremos uma API, uma API muito poderosa que desenvolvedores de terceiros serão capazes de usar para criar aplicativos inovadores com base no conteúdo do DPLA. Então, se você for um desenvolvedor de um aplicativo móvel, talvez um para um passeio a pé local de uma cidade, você pode pegar o material que você já tem e misturar-se com todo o grande conteúdo da DPLA para que determinado local.
E, de fato, como parte do processo de ingerir esta informação sobre todos esses itens de todo o país, estamos no processo de geocodificação, tanto deles quanto possível, de modo que eles vão trabalhar muito nesses tipos de baseado em GPS dispositivos e aplicativos. Então, essa plataforma vai ser uma grande parte dele e nós estamos esperando para ver um monte de parceiros comerciais e sem fins lucrativos ao usar isso".

## Veja mais
- Europeana
- World Digital Library

## Outras leituras
- David H. Rothman (24 de fevereiro de 2011). «It's Time for a National Digital-Library System: But it can't serve only elites». The Chronicle Review. The Chronicle of Higher Education
- David Rothman (23 de maio de 2011). «A Point-Counterpoint on the Digital Public Library of America». Library journal
- Nate Hill (15 de junho de 2011). «Thoughts from the DPLA meeting in DC». PLA Blog: official blog of the Public Library Association. American Library Association
- David H. Rothman (16 de junho de 2011). «Digital Public Library of America - can it live up to its huge potential». LLRX.com
- Andromeda Yelton (6 de abril de  2012). «My first hackathon; or, gender, status, code, and sitting at the table». andromedayelton.com
- Peter Brantley (30 de abril de 2012). «At West Coast Meeting, Digital Public Library of America Begins to Take Shape». Publishers Weekly
- Nicholas Carr (maio–junho de 2012). «The Library of Utopia». Technology Review. MIT
- Palfrey, John (26 de novembro de 2012). «Building a Digital Public Library of America». The Digital Shift
- «Copyright Laws Slow DPLA». The Harvard Crimson. 7 de dezembro de 2012